# Pierre Bourdel
Pierre Bourdel, né le 8 décembre 1939 à Assignan dans l'Hérault, est un footballeur professionnel français.
Il a joué comme défenseur dans les clubs de Béziers puis d'Angers, avant de finir sa carrière à Tours.

## Carrière
- 1958-1963 : AS Béziers (deuxième division)
- 1963-1975 : Angers SCO (première division : 11 saisons – deuxième division : 1 saison)
- 1975-1976 : FC Tours (deuxième division)[1]

## Palmarès
- Champion de France de D2 en 1969 avec le SCO d'Angers
- Joueur le plus capé du SCO d'Angers : 477 matches (12 buts)